# Shayne Skov
Shayne Miller Skov (9 de julio de 1990, San Francisco, California) es un jugador de Futbol Americano, que juega para los San Francisco 49ers de la NFL; se desempeña en la posición de Apoyador (Linebacker).

## Infancia
Shayne nació en la ciudad de San Francisco, California, en donde vivía con sus padres Terry Skov (madre, afroamericana), Peter Skov (padre, raza blanca) y su hermano Patrick.
En 1999, Shayne, su hermano y sus padres se mudaron a Guadalajara, Jalisco, México, cuando él tenía 9 años, debido a que su madre, Terry Skov, sufría de Esclerosis Múltiple y una condición muy degenerativa; las razones del cambio de residencia fue por el clima más cálido y tratamientos médicos menos costosos.
Después de un año en Guadalajara (2000), los hermanos Skov buscaron un deporte que practicar después de sus clases de secundaria. El fútbol, el deporte más popular en México, era la opción lógica, pero debido a la preferencias deportivas de su padre, entraron a la Organización "Carneros" y así elegir el deporte de su país de origen.
Durante su estancia en los Carneros, Shayne y su hermano destacaron en el campeonato y lograron varios títulos a nivel nacional, convirtiéndose en las estrellas del equipo.
Su madre falleció en noviembre del 2013 en Guadalajara.
Se hizo ciudadano Mexicano por pasar gran parte de su infancia y adolescencia en Guadalajara, así como los fuertes vínculos que tiene en esa ciudad, su padre y sus hermanas siguen viviendo en ella.

## Preparatoria
Mientras Shayne destacaba con los Carneros de Guadalajara, su padre decidió que estudiara la preparatoria (High School) en Estados Unidos y jugara en algún equipo de Fútbol donde tenía más posibilidades de obtener una beca universitaria.
Después de abandonar Guadalajara ingresa a la Escuela Trinity-Pawling en Pawling, Nueva York, ayudando a la escuela a conseguir el título de la conferencia Erickson de Preparatorias de Nueva Inglaterra, fue nombrado Jugador del Año (2008) de la conferencia Erickson. Durante su estancia también practicó baloncesto y deportes de pista y campo.
En el 2009 participó en el Tazón All American del Ejército de los Estados Unidos en San Antonio (Texas).
Fue Calificado como 3.er mejor prospecto de apoyador (LB), se comprometió con la Universidad de Stanford debido a que le ofreció una beca, aun por encima de ofertas de Duke, Colegio de Boston y Universidad de Northwestern.

## Universidad
En su temporada de novato (2009) apareció en 13 juegos iniciando en 7, como Apoyador interno. En esa temporada terminó 3.º en el equipo con 61 bloqueos.
En sus segundo año fue distinguido con una mención honorífica de la conferencia por haber registrado 84 bloqueos (50 Solo).
En su última temporada terminó con 109 bloqueos.

## Profesional

### San Francisco 49ers (Primer Periodo)
En el 2014 Shayne firmó con los San Francisco 49ers como agente libre pero fue dado de baja en el recorte final, previo al inicio de la temporada de ese año, pero fue llamado nuevamente y finalmente firmó el 30 de agosto.

### Tampa Bay Buccaneers
Después de ser dado de baja de San Francisco, acudió al campo de prácticas de los Bucaneros y firmó el 24 de septiembre del 2014 pero en octubre renunció.

### San Francisco 49ers (Segundo Periodo)
El 9 de enero del 2015 Shayne firmó un contrato del tipo Reserva y el 5 de diciembre del mismo año presentó su renuncia renovando el 8 de diciembre del mismo año.
El 3 de septiembre del 2016 fue puesto en Libertad como parte del recorte final previo al inicio de la temporada, pero al día siguiente fue reactivado para el equipo de prácticas. Fue ascendido al equipo titular el 29 de noviembre después de una lesión en la rodilla.